# Poltergeist (película)
Poltergeist es una película de terror sobrenatural estadounidense de 1982, dirigida por Tobe Hooper. Es la primera entrega de una trilogía. Fue producida por Steven Spielberg, que escribió el guion junto con Michael Grais y Mark Victor. La película fue el primer gran éxito de Spielberg como productor.
La trama gira en torno a los inquietantes sucesos que acontecen en la casa de una familia que vive en los suburbios, y en la que se sospecha que se está produciendo el fenómeno conocido como poltergeist.

## Argumento
Steve y Diane Freeling viven una vida tranquila en una comunidad planificada de California llamada Cuesta Verde, donde Steve es un exitoso promotor inmobiliario y Diane es una ama de casa que cuida de sus hijos Dana, Robbie y Carol Anne. Carol Anne despierta una noche y comienza a conversar con el televisor de la familia, que está transmitiendo estática después de un cierre de sesión. La siguiente noche, mientras los Freeling duermen, Carol Anne se fija en el aparato de televisión que transmite la electricidad estática. De repente, un ser maligno se ve en la pantalla de la televisión y se desvanece en la pared, lo que provocó un violento terremoto en el proceso. Cuando el terremoto acaba, Carol Anne anuncia: «Ya están aquí».
Los acontecimientos extraños se producen al día siguiente: un vaso se rompe espontáneamente, la vajilla se dobla y los fantasmas mueven los muebles. Los fenómenos parecen benignos al principio; pero rápidamente comienzan a intensificarse. Esa noche, un árbol nudoso del patio trasero cobra vida y coge a Robbie a través de la ventana del dormitorio. Mientras que Diane y Steve rescatan a Robbie antes de que el árbol demonio se lo trague, Carol Anne es llevada a través de un portal en su armario. Los Freeling se dan cuenta de que se la han llevado cuando oyen su voz, que emana de la televisión.
Un grupo de parapsicólogos de UC Irvine —doctora Lesh, Ryan y Marty— vienen a la casa de los Freeling para investigar y determinar que la familia está experimentando una intrusión poltergeist. Descubren que los trastornos implican algo más que un fantasma. Steve también descubre en una charla con su jefe, Lewis Teague, que Cuesta Verde está construida en el lugar donde antiguamente se encontraba un cementerio que la inmobiliaria trasladó a otro sector para poder edificar en el terreno.
Para proteger a los niños, Dana es enviada a casa de una amiga suya y Robbie a la de unos familiares. Al mismo tiempo, la doctora Lesh y Ryan llaman a Tangina Barrons, una médium espiritual. Tangina afirma que los espíritus que habitan en la casa permanecen en una esfera de la conciencia diferente, y por alguna razón no están en paz. Atraídos por la fuerza vital de Carol Anne, estos espíritus se distraen de la genuina luz que ha llegado por ellos. Tangina luego agrega que entre esos fantasmas, también hay una entidad maligna a la que se refiere como La Bestia, que tiene a Carol Anne bajo su poder en un esfuerzo por manipular a los otros espíritus.
El grupo descubre que la entrada a la otra dimensión se encuentra en el armario del dormitorio de los niños, mientras que la salida está en el techo de la sala de estar. A medida que el grupo intenta rescatar a Carol Anne, Diane pasa a través de la entrada atada por una cuerda que se ha enhebrado a través de ambos portales. Pese a las dificultades, Diane logra recuperar a Carol Anne, y ambas caen al suelo desde el techo, inconscientes y cubiertas de residuos de ectoplasma. A medida que se recuperan, Tangina proclama que la casa ya está limpia.
Poco después, los Freeling comienzan el proceso de mudanza, por lo que tienen que guardar sus pertenencias. Durante su última noche en la casa, Steve asiste a una reunión con Teague, mientras Dana va a una cita, dejando a Diane, Robbie y Carol Anne en su casa con Diane.
Sin embargo, La Bestia intenta tender una emboscada a Diane y los niños, para llevar a cabo un nuevo secuestro. Varios fenómenos extraños comienzan a ocurrir de una manera violenta, por ejemplo: El muñeco de payaso ataca a Robbie, la habitación de Diane comienza a dar vueltas, un extraño ente bloquea la puerta de la habitación de los niños, la piscina se llena de cadáveres en descomposición, el pasillo de la habitación de los niños se hace más largo y hay una enorme garganta en el armario que intenta tragarse a Diane, Robbie y Carol Anne. Aunque en un primer momento están atrapados en la casa, Diane y los niños finalmente escapan al exterior para descubrir más ataúdes y cadáveres descompuestos brotando del suelo de su patio y por todo el barrio. Steve y Dana regresan a casa una vez que el caos es absoluto, y allí Steve comprende que en lugar de hacer la reubicación del cementerio para el desarrollo de Cuesta Verde, Teague solo movió las lápidas, ocultando que las tumbas aún estaban bajo el terreno.
Los Freeling huyen de Cuesta Verde, mientras que la casa implosiona en otra dimensión, ante el asombro de Teague y los vecinos de la zona. La familia se aloja en un hotel para pasar la noche y Steve saca la televisión al exterior.

## Reparto
- Heather O'Rourke como Carol Anne Freeling: La pequeña de la familia será quien contacte con los espíritus, quienes querrán atraerla hacia su dimensión.
- JoBeth Williams como Diane Freeling: La madre de la familia, quien sufrirá muchísimo viendo como sus hijos corren peligro por culpa de los poltergeist. Aunque ella tampoco se librará de ellos.
- Craig T. Nelson como Steve Freeling: El padre de la familia, al igual que su mujer, necesitará ayuda para controlar todo lo que ocurre en su hogar.
- Oliver Robins como Robbie Freeling: Hermano de Carol Anne, este chico también sufrirá lo suyo habitando en esta casa.
- Dominique Dunne como Dana Freeling: La adolescente hermana de Carol Anne y Robbie no entiende nada de lo que sucede allí. Como los demás miembros, quiere que todo termine cuanto antes.
- Zelda Rubinstein como Tangina Barrons: Médium espiritual que ayudará a la familia y, en especial, a Carol Anne.
- Beatrice Straight como la doctora Lesh: La parapsicóloga líder del equipo que incluye a Ryan y Marty. Es quien decide convocar a Tangina a la casa de los Freeling.
- Richard Lawson como el parapsicólogo Ryan.
- Martin Casella como el parapsicólogo Marty.
- Michael McManus como Ben Tuthill.
- Virginia Kiser como la señora Tuthill.
- Lou Perry como Pugsley.
- Clair E. Leucart como conductora de la excavadora.
- James Karen como el señor Teague.
- Dirk Blocker como Jeff Shaw.

## Producción

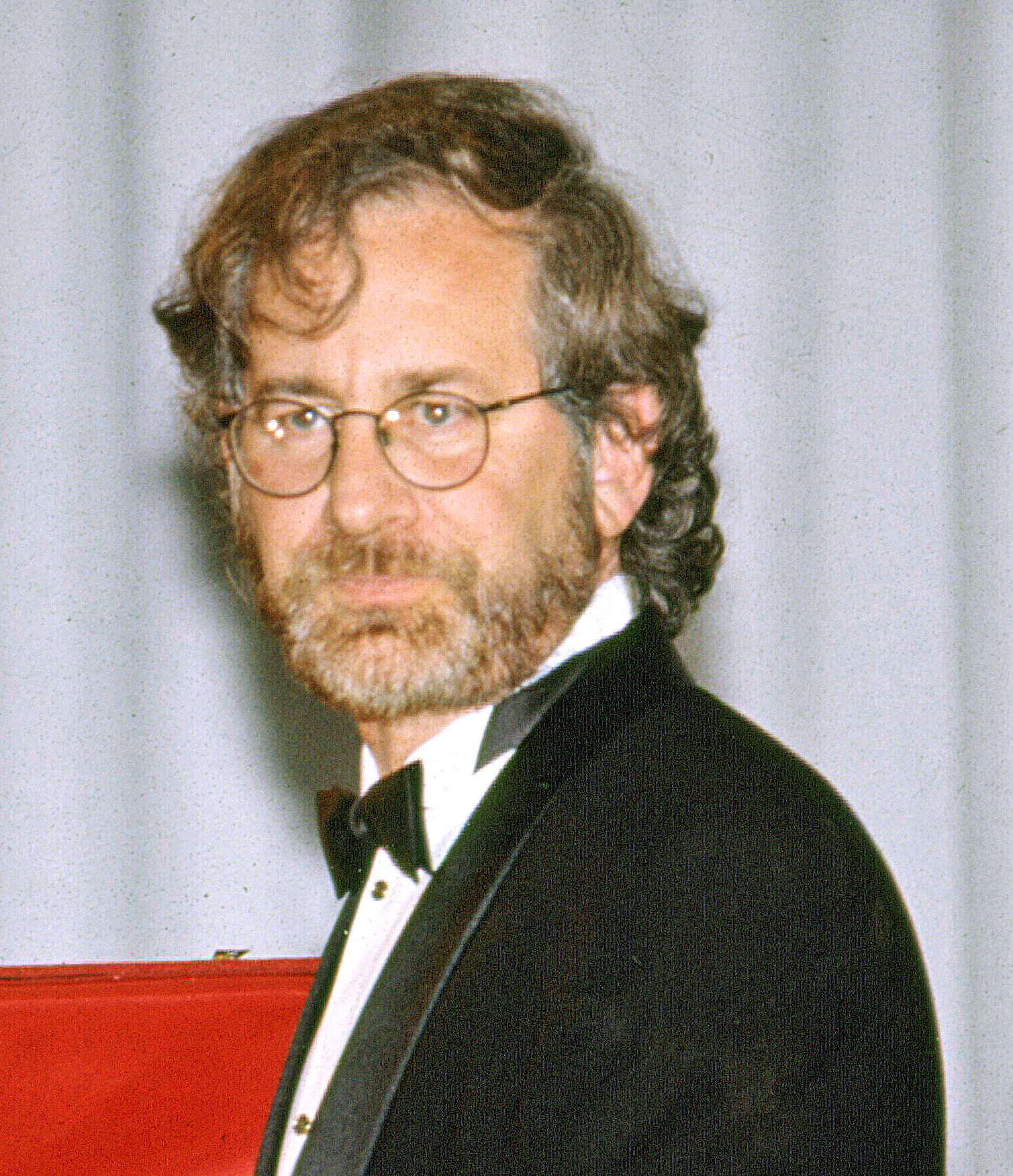
Steven Spielberg en el Festival de Cine de Venecia

Luego del éxito de la cinta Close Encounters of the Third Kind en 1977, Columbia Pictures le pidió a Steven Spielberg que empezara a trabajar en un guion para una secuela, y aunque Spielberg no le agradaba mucho la idea, junto con John Sayles empezaron a idear un guion que titularían Night Skies, en la cual unos malévolos extraterrestres aterrorizan a una familia en su casa, pero uno de estos extraterrestres se hacía amigo de un niño autista integrante de la familia.
Durante el rodaje de Raiders of the Lost Ark (1981), Spielberg aún estaba pensando en Night Skies, y luego de presentarle el guion a la escritora Melissa Mathison, esta se interesó más por la subtrama del extraterrestre haciéndose amigo de un niño, por lo cual este pasaría a convertirse en el guion de E.T., el extraterrestre (1982), sin embargo, Spielberg aún quería realizar una cinta sobre la invasión de extraterrestres a una casa, por lo que le presentó la idea como un proyecto individual como parte de su nueva compañía productora Amblin Entertainment a Metro-Goldwyn-Mayer, quienes compraron el guion.
Como Spielberg no podía dirigir dos películas a la vez, ya que la Director´s Guild of America prohíbe que se dirijan dos filmes al mismo tiempo, Spielberg se decantó por dirigir la película de E.T., en parte debido a que había firmado un contrato con MCA para dirigir su próxima película con Universal Pictures, dejando el otro proyecto en manos de Tobe Hooper, a quien Spielberg eligió por su trabajo de dirección en The Texas Chainsaw Massacre (1974) y Spielberg pasó a tomar el puesto de productor pese a que el guion lo había escrito él mismo, junto con Michael Grais y Mark Victor, a partir de un argumento propio, todo ello basado en sus temores infantiles. Como Hooper sintió que los extraterrestres ya era algo que se estaba empezando sobreexplotar en Hollywood desde el éxito de cintas como Star Wars (1977) y Alien (1979), además, sumado a su falta de experiencia con las películas de extraterrestres, le sugirió a Spielberg cambiarlos por fantasmas y entes paranormales para darle un toque más sobrenatural a la historia.

## Confusión sobre la dirección
Aunque Spielberg y Hooper siempre lo han negado categóricamente, varias personas del rodaje dicen que Spielberg fue quien se encargó de rodar la película entera, pese a que su intención previa fuese la de dejársela a su colega. A Spielberg no le gustaba como rodaba Hopper algunas escenas y entonces comenzó aconsejándole de modo «esto se hace así y asá». Todos los que estuvieron presentes durante el rodaje coinciden en señalar que Hopper siempre estaba en los rodajes, pero que Spielberg era como su sombra; algunos, como el actor principal Craig T. Nelson, dicen que Hopper dirigió todas las escenas aparte de tomar todas la decisiones y otros, como Jerry Goldsmith, autor de la banda sonora, dicen que Spielberg pasaba olímpicamente de su colega.
Esta confusión fue incluso aprovechado por los distintos medios de comunicación para darle más notoriedad a Poltergeist y E.T., pasando a llamar al verano de 1982 como "El verano de Spielberg" ya que ambas películas se estrenarían en la misma temporada con tan solo con una semana de diferencia con sus estrenos. El propio Spielberg le ofreció a Hooper una carta de disculpa pública por la confusión que causaron los medios.
Toda esta confusión generó que en 2012 se iniciara una investigación para determinar si era justo añadir a Spielberg como codirector de la cinta, pero se descartó ya que no se encontró suficiente material para otorgarle el crédito.

## La maldición dePoltergeist
La película es a menudo citada como maldita por el asesinato de Dominique Dunne unos meses después del estreno de la película y la temprana muerte de Heather O'Rourke a los 12 años en 1988 antes del estreno de la tercera parte, así como el hecho de que la actriz JoBeth Williams ha señalado en entrevistas de televisión que los esqueletos utilizados en la conocida escena de la piscina eran reales. Este ha sido el centro de la conocida maldición de Poltergeist, que fue incrementando su teoría luego de que otros dos actores que aparecieron en las secuelas fallecieran u otros cuantos tuvieran casos o experiencias trágicas.
Esta leyenda urbana se basa en los siguientes hechos:
- Heather O'Rourke, Carol Anne en la saga, falleció a los doce años en 1988, víctima de un paro cardíaco ocasionado por estenosis intestinal, ocurrió 4 meses antes del estreno de la tercera parte, la película fue dedicada a su memoria.
- Dominique Dunne, Dana (la hermana mayor), murió estando en coma en 1982 tras ser estrangulada por su novio John Thomas Sweeney, 5 meses después del estreno de la película.
- Julian Beck, el Reverendo Kane en la segunda parte, murió en 1985 por un cáncer de estómago que se le estaba empezando a descontrolar, le fue diagnosticado durante el rodaje de la misma, falleció poco tiempo después de finalizado el rodaje, la película se dedicó a su memoria.
- Will Sampson, que interpretó a un brujo llamado Taylor en la segunda parte, y que afirmaba ser chamán en la vida real, murió en 1987 por complicaciones en un trasplante de corazón, riñón y pulmón.

En total, murieron cuatro personajes en las tres partes al poco tiempo del estreno o finalización del rodaje de alguna de las películas.
También están otros casos no muy comentados, como el actor Lou Perryman quien interpretó a uno de los amigos de Steve, falleció asesinado en su casa en 2009, o el caso del actor Richard Lawson, quien interpretó a Ryan, uno de los investigadores, fue pasajero del vuelo 405 del USAir, que se estrelló el 22 de marzo de 1992, afortunadamente logró sobrevivir al accidente.

## Fechas de estreno mundial
| País                                                                          | Fecha de estreno                   |
| ----------------------------------------------------------------------------- | ---------------------------------- |
| Alemania                                                                      | Jueves 23 de septiembre de 1982    |
| Argentina                                                                     | Jueves 28 de octubre de 1982       |
| Australia                                                                     | Jueves 5 de agosto de 1982         |
| Austria                                                                       | Viernes 24 de septiembre de 1982   |
| Bélgica                                                                       | Miércoles 13 de octubre de 1982    |
| Belice · Costa Rica · El Salvador · Guatemala · Honduras · Nicaragua · Panamá | Miércoles 29 de septiembre de 1982 |
| Brasil                                                                        | Jueves 28 de octubre de 1982       |
| Chile                                                                         | Viernes 17 de septiembre de 1982   |
| Colombia                                                                      | Jueves 7 de octubre de 1982        |
| Dinamarca                                                                     | Viernes 3 de septiembre de 1982    |
| Ecuador                                                                       | Martes 2 de noviembre de 1982      |
| Egipto                                                                        | Lunes 16 de mayo de 1983           |
| España                                                                        | Lunes 20 de septiembre de 1982     |
| Estados Unidos · Canadá                                                       | Viernes 4 de junio de 1982         |
| Filipinas                                                                     | Miércoles 15 de diciembre de 1982  |
| Finlandia                                                                     | Viernes 10 de septiembre de 1982   |
| Francia                                                                       | Miércoles 20 de octubre de 1982    |
| Grecia                                                                        | Jueves 21 de octubre de 1982       |
| Hong Kong                                                                     | Miércoles 1 de diciembre de 1982   |
| India                                                                         | Viernes 22 de marzo de 1985        |

| País                 | Fecha de estreno                   |
| -------------------- | ---------------------------------- |
| Israel               | Viernes 21 de enero de 1983        |
| Italia               | Viernes 10 de septiembre de 1982   |
| Jamaica              | Miércoles 15 de septiembre de 1982 |
| Japón                | Sábado 17 de julio de 1982         |
| Líbano               | Viernes 25 de febrero de 1983      |
| Malasia              | Jueves 11 de noviembre de 1982     |
| México               | Jueves 28 de octubre de 1982       |
| Noruega              | Jueves 4 de noviembre de 1982      |
| Nueva Zelanda        | Viernes 17 de septiembre de 1982   |
| Países Bajos         | Jueves 26 de agosto de 1982        |
| Perú                 | Jueves 7 de octubre de 1982        |
| Portugal             | Viernes 1 de octubre de 1982       |
| Puerto Rico          | Jueves 8 de julio de 1982          |
| Reino Unido Irlanda  | Jueves 16 de septiembre de 1982    |
| República Dominicana | Jueves 9 de septiembre de 1982     |
| Singapur             | Jueves 11 de noviembre de 1982     |
| Sudáfrica            | Viernes 8 de octubre de 1982       |
| Suecia               | Miércoles 29 de septiembre de 1982 |
| Suiza                | Miércoles 20 de octubre de 1982    |
| Tailandia            | Sábado 16 de octubre de 1982       |
| Taiwán               | Sábado 13 de noviembre de 1982     |
| Uruguay              | Jueves 7 de octubre de 1982        |
| Venezuela            | Miércoles 27 de octubre de 1982    |

## Nueva versión

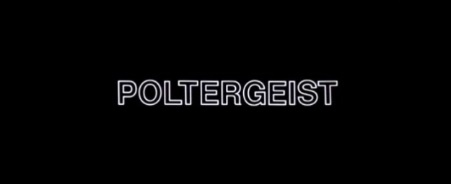
Logotipo versión 2011.

En 2015 fue el estreno de la nueva versión de la primera película de la saga Poltergeist. El estreno fue el 13 de febrero de 2015 en los Estados Unidos. Las grabaciones empezaron en el mes de septiembre de 2013, y el proyecto se desarrolló durante un año completo, debido a que el director, Gil Kenan, quiso tratar con respeto y delicadeza el material al momento de editarla y pasarla por posproducción. Las grabaciones se hicieron en Toronto (Canadá). La película lleva el mismo nombre que la cinta original. y será distribuida por la 20th Century Fox.
Es protagonizada por Sam Rockwell como Eric Bowen, Jared Harris como Carrigan Burke y Rosemarie DeWitt como Amy Bowen. Para los hijos de la familia Bowen fue escogida Saxon Sharbino como la hermana mayor (Kendra Bowen), Kyle Catlett como el hermano del medio (Griffin Bowen) y Kennedi Clements como la menor de la familia (Madison Bowen).

## Premios
Candidata a tres Premios Óscar. Otros cuatro premios y cuatro candidaturas.

### Premios de la Academia
| Año  | Resultado | Premio | Categoría/Destinatario(s) |
| ---- | --------- | ------ | --- |
| 1983 | Candidato | Óscar  | Mejores efectos, editor efectos sonoros: Stephen Hunter Flick Richard L. Anderson Mejores efectos, efectos visuales: Richard Edlund Michael Wood Bruce Nicholson Mejor Música: Jerry Goldsmith |

### Academia de Cine de Ciencia Ficción, Fantasía y Horror
| Año  | Resultado  | Premio         | Categoría/Destinatario(s)                                                                             |
| ---- | ---------- | -------------- | --- |
| 1983 | Ganadoras  | Premio Saturno | Mejor película de horror Mejor maquillaje: Dorothy J. Pearl Mejor actriz de soporte: Zelda Rubinstein |
| 1983 | Candidatos | Premio Saturno | Mejor actriz: JoBeth Williams Mejor director: Tobe Hooper Mejor música: Paul Myers                    |

### Premios BAFTA
| Año  | Resultado | Premio               | Categoría/destinatario(s)                           |
| ---- | --------- | -------------------- | --------------------------------------------------- |
| 1983 | Ganador   | Premio de Cine BAFTA | Mejores efectos visuales especiales: Richard Edlund |

### Premios Artistas Jóvenes
| Año  | Resultado | Premio               | Categoría/destinatario(s)                       |
| ---- | --------- | -------------------- | ----------------------------------------------- |
| 1983 | Candidata | Premio Artista Joven | Mejor actriz joven de soporte: Heather O'Rourke |

## Secuelas
- Poltergeist II (1986)
- Poltergeist III (1988)
- Poltergeist (nueva versión de 2015)